# Fritz Mader
Fritz Mader (* 9. April 1900 in Eschelbach/Öhringen; † 1998 in Waiblingen) war ein deutscher Künstler, Kunsterzieher und politischer Funktionär (NSDAP).

## Leben und Wirken
Mader war ein Sohn des Pfarrers Friedrich Wilhelm Mader. Er wuchs in einem national geprägten Pfarrershaus auf. Mit Siebzehn meldete er sich als Freiwilliger zur Teilnahme am Ersten Weltkrieg, in dem er in französische Kriegsgefangenschaft geriet. Nach seiner Entlassung aus der Kriegsgefangenschaft schloss er sich 1920 einem Freikorps an. Anschließend studierte er Kunst an der Akademie in Stuttgart. Sein eigenes künstlerisches Werk als Maler erhielt damals maßgebliche Impulse durch seine Lehrer Arnold Waldschmidt, Alex Eckener, Gottfried Graf und Ludwig Habich. Nach dem Abschluss seiner Studien wurde Mader als Lehrer in den Schuldienst aufgenommen. In den 1920er und 1930er Jahren unterrichtete er am Uhland-Gymnasium in Tübingen, wo er schließlich als Studienrat verbeamtet wurde.
Zum 1. Dezember 1931 schloss sich Mader der NSDAP an (Mitgliedsnummer 774.428). In der Partei nahm er eine Reihe von Funktionärsposten wahr. Bis 1936 war er Kreisleiter in Nürtingen. Anschließend war er Gauhauptstellenleiter der Organisation Kraft durch Freude.
Von 1942 bis 1945 war Fritz Mader Professor für das Fachgebiet „Landschaft“ in der Fachgruppe Zeichnen und Malen der neu gebildeten Staatlichen Akademie der Bildenden Künste Stuttgart.
1945 wurde Mader von den Alliierten gefangenen genommen und mehrere Jahre interniert. Im April 1948 wurde er vor der Spruchkammer Degerloch einem Entnazifizierungsverfahren unterzogen. In der Urteilsbegründung wurde ihm vorgehalten:
„Für einen demokratisch fühlenden Menschen war aus dem Programm und dem ganzen Verhalten der NSDAP von Anfang an die Gewaltherrschaft ersichtlich. Der Betr. konnte das alles auf seinem immerhin gehobenen Posten noch besser überblicken als ein x-beliebiger kleiner Pg., allein schon das Verhalten gegenüber den politischen und rassischen Gegnern und das Handhaben der Wahlen mußte ihm als Künstler die Augen öffnen.“
Trotzdem wurde er als ein vergleichsweise „weicher“ und nicht fanatischer Kreisleiter angesehen und als Minderbelasteter eingestuft. Er war damit einer von nur zwei Kreisleitern der Berufsgruppe Lehrer, die diese Einstufung erhielten.
Bereits 1951 durfte Mader wieder im Schuldienst arbeiten: Er erhielt eine Anstellung als Lehrer bei einer Schule in Fellbach und wurde 1953 erneut als Studienrat verbeamtet. Diese vergleichsweise sehr frühere Wiederverbeamtung wurde auf die milde Beurteilung im Rahmen seines Entnazifizierungsverfahrens zurückgeführt. Von 1959 bis zu seiner Pensionierung 1963 war Mader dann als Oberstudienrat am Friedrich-Schiller-Gymnasium in Fellbach tätig.

## Schriften (Auswahl)
- In Frankreich gefangen. Belser, Stuttgart 1938.
- Fritz Mader. Kleine Werkauswahl, 1985.